# Peter Manniche
Peter Laurits Rudolph Manniche (21. oktober 1889 i Ølsted – 15. februar 1981 i Helsingør) var en dansk højskoleforstander. I 1921 grundlagde han Den Internationale Højskole i Helsingør – hvilken han var forstander for i perioden 1921 til 1954 – og i 1964 Rural Development College i Holte.
Gennem et omfattende arbejde i udlandet forsøgte han at udbrede kendskabet til Danmark og dets skolevæsen og ydede en stor indsats i det mellemfolkelige arbejde.
Peter Manniche blev nomineret til Nobels fredspris